# Physocephala truncata
Physocephala truncata är en tvåvingeart som först beskrevs av Friedrich Hermann Loew 1847.  Physocephala truncata ingår i släktet Physocephala och familjen stekelflugor. Inga underarter finns listade i Catalogue of Life.